# メグスの襲撃
メグスの襲撃（メグスのしゅうげき、英: Meigs Raid、またはサッグハーバーの戦い、英: Battle of Sag Harbor）は、アメリカ独立戦争の1777年5月24日、ニューヨーク州ロングアイランドの東端に近いサッグハーバーで起きた戦闘である。コネチカットのリターン・ジョナサン・メグス大佐が指揮する大陸軍部隊が、物資徴発を行っていたロイヤリスト部隊を襲撃した。ロイヤリスト部隊は6名が戦死し、90名が捕虜になったが、大陸軍に損失は無かった。この襲撃は、4月下旬にコネチカットのダンベリーをイギリス軍が襲い、リッジフィールドの戦いでアメリカ軍が反撃したことに反応して行われた。
遠征隊はサミュエル・ホールデン・パーソンズ准将がコネチカットのニューヘイブンで編成し、5月23日にギルフォードからロングアイランド湾を渡った。ロングアイランドのノースフォークは鯨船を引きずって越え、翌朝サッグハーバーを襲撃してイギリス軍の船や物資を破壊した。前年1776年にイギリス軍によってニューヨーク市とロングアイランドが陥落していたが、その後ではニューヨーク州で初めて大陸軍が勝利を挙げた戦闘になった。

## 背景
アメリカ独立戦争の2年目、1776年はイギリス軍がある程度成果を上げた年になった。3月にボストン市を放棄させられた後、ニューヨーク市に対して作戦行動を起こし、ニュージャージーまでを占領した。しかし、年末から年明けにかけておきたトレントンの戦いとプリンストンの戦いで、ジョージ・ワシントンがイギリス軍を急襲したことで、イギリス軍はニュージャージーを保持できなくなった。1777年初期の冬の間、イギリス軍はニューヨーク市とロングアイランドの守りを固めた。一方大陸軍はニューヨークの南にあるニュージャージーの都市周辺とコネチカット南西部を固めた。
1777年春、イギリス軍北アメリカ総司令官のウィリアム・ハウ中将は、ニューヨーク市に近い大陸軍や地元民兵隊の補給所に対して襲撃隊を派遣した。3月にはニューヨーク州ピークスキルに対する襲撃を成功させ、コネチカットのダンベリーにある補給所を襲撃するため、より大掛かりな遠征隊を編成することになった。この遠征隊は元ニューヨーク植民地総督ウィリアム・トライアンが指揮し、4月26日にコネチカットのフェアフィールドに上陸してダンベリーに向かい、首尾よく食料や物資を破壊できた。植民地側ではコネチカットの民兵隊が動員され、船に戻るイギリス軍との間に2日間にわたって小競り合いが繰り返された。中でも4月27日に起きたリッジフィールドの戦いは激戦だった。コネチカット守備隊を率いるサミュエル・ホールデン・パーソンズ准将は報復行動を起こすことにした。
イギリス軍の物資徴発隊がロングアイランドのサッグハーバーに上陸したという知らせが届き、報復の機会が訪れた。1776年に起きたロングアイランドの戦い以後、サッグハーバーはイギリス軍が占領しており、ミーティングハウスヒルには土盛りの砦と柵で強固な防御陣地を構築していた。サッグハーバーは、ロングアイランド湾東部を偵察航海し、ガーディナーズ湾を停泊地とするイギリス海軍に物資を供給するために都合の良い場所にあった。物資徴発隊は12門の大砲を搭載する1隻のスクーナーに護衛された12隻の小艇で構成され、その小艇には総計約40名の乗組員が乗っていた。当時のサッグハーバーには、スティーブン・デランシー中佐の指揮するロイヤリスト大隊から70名が駐屯していた。物資徴発隊の指揮はジェイムズ・レイモンド大尉が務めていた。

## 襲撃

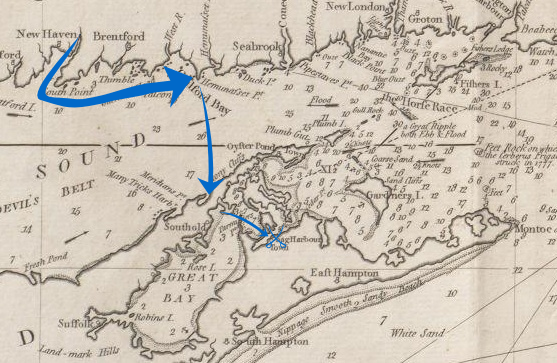
1794の地図、襲撃ルートを記載、中央小さな矢印の先がサッグハーバー

パーソンズは遠征隊の指揮をリターン・ジョナサン・メグス大佐に任せた。パーソンズがジョージ・ワシントン将軍に送った報告書に拠れば、数個連隊から総勢234名をニューヘイブンに集結させ、13席の鯨船で5月21日にギルフォードに移動した。強風で海が荒れ、2日間は海を渡れなかった。5月2日午後にギルフォードを出発した。海を渡るときは武装スループ2隻と非武装スループ1隻が護衛に就いた。午後6時頃サウソールド近くに到着したとき、海を渡れたのは170名だけだった。メグスは、その地域のイギリス軍の大半がニューヨーク市に向かうよう命令を受けた後であり、サッグハーバーには少数のロイヤリスト部隊が残されているだけであることを知った。メグスは隊の兵士に11隻の鯨船を陸路搬送させて半島になっているノースフォークを越え、その船で130名の兵士と共に湾を渡ってサッグハーバーに向かった。真夜中までには湾を渡り、サッグハーバーからは約4マイル (6 km) の地点で上陸した。メグスは部隊に隊列を組ませて行軍し、午前2時頃にサッグハーバーに到着した。
メグスは部隊を2つに分けた。1隊は砦を急襲し、1隊は港に向かってイギリス軍の船と集めてある物資を破壊させることにした。砦への攻撃は銃剣を装着し、静寂の中で行われ、銃弾1発のみが発射されたとされている。イギリス軍の船を焼いたときに、イギリス軍スクーナーから攻撃隊に対する砲撃が開始されたが、このスクーナーが捕獲や破壊されたかは、史料に明らかでない。12隻の船が破壊され、襲撃隊は砦で53名、桟橋で27名を捕虜にした。このとき襲撃隊に損失は出なかった。捕虜はコネチカットまで連行された。

## 戦闘の後
ロングアイランドのロイヤリストはこの襲撃に対して独自の反応を行った。1779年5月、9人のロイヤリストが湾を渡り、自宅にいたコネチカット民兵隊の将軍ゴールド・セレック・シリマンを捕虜にし、ロングアイランドまで連れ帰った。コネチカットの愛国者民兵も1779年11月にロングアイランドで判事1人を捕獲し、1780年5月にシリマン将軍と交換した。
パーソンズは1777年8月にもロングアイランド湾を渡るもう1つの遠征隊を組織した。この部隊はロイヤリストの前進基地であるセトーケットを攻撃したが不成功に終わった。メグス大佐はこの襲撃の成功で、第二次大陸会議から「優雅な剣」を授与された。1902年5月23日、この戦いの場所に襲撃を記念する石碑が置かれた。